# Kolniszki
Kolniszki [kɔlˈniʂki] (deutsch Collnischken, 1938 bis 1945 Burgfelde) ist ein Ort in der polnischen Woiwodschaft Ermland-Masuren, der zur Stadt- und Landgemeinde Gołdap (Goldap) im Kreis Gołdap gehört.

## Geographische Lage
Kolniszki liegt im Nordosten der Woiwodschaft Ermland-Masuren südöstlich der Kreisstadt Gołdap (Goldap) unweit des 268 Meter hohen Schlossbergs (polnisch: Zameczna Góra), der sich inmitten eines Militärgebiets (tereny wojskowe) befindet.

## Geschichte
Das kleine Dorf wurde um 1500 neben einer prußischen Fliehburg angelegt. Es hieß zunächst Schloßberg. In den Jahren von 1709 bis 1711 forderte die Große Pest hier viele Opfer.
Im Jahre 1874 wurde der Ort in den neu errichteten Amtsbezirk Mühle Goldap eingegliedert, der – am 25. Juli 1939 in „Amtsbezirk Bodenhausen“ (bis 1938: Buttkuhnen, polnisch: Botkuny) umbenannt – bis 1945 bestand und zum Kreis Goldap im Regierungsbezirk Gumbinnen der preußischen Provinz Ostpreußen gehörte.
Waren 1895 in Collnischken 430 Einwohner gemeldet, so betrug ihre Zahl im Jahre 1910 noch 360, im Jahre 1933 459 und 1939 noch 431.
Im Zuge der nationalsozialistischen Umbenennungsaktion wurde das Dorf 1939  in „Burgfelde“ umbenannt. Sieben Jahre später in Kriegsfolge dann Polen zugeordnet, erhielt der Ort die polnische Bezeichnung „Kolniszki“ und ist heute eine kleine Ortschaft im Verbund der Stadt- und Landgemeinde Gołdap im Powiat Gołdapski, bis 1998 der Woiwodschaft Suwałki, seither der Woiwodschaft Ermland-Masuren zugehörig.

## Religionen
Im Jahre 1570 bestand die Absicht, das damalige Schloßberg zu einem Kirchdorf zu machen. Der Plan zerschlug sich im Streit mit Gurnen (polnisch: Górne) nun aber zugunsten Goldaps, das den Bau der späteren Alten Kirche vornehmen konnte und zu deren Kirchspiel Collnischken bis 1945 gehörte. Es lag somit im evangelischen Kirchenkreis Goldap innerhalb der Kirchenprovinz Ostpreußen der Kirche der Altpreußischen Union. Die wenigen Katholiken gehörten zu Goldap im Bistum Ermland.
Seit 1945 ist die Bevölkerung Kolniszkis überwiegend katholischer Konfession, und die Alte Kirche in Gołdap ist nun ihre Pfarrkirche innerhalb des Dekanats Gołdap im Bistum Ełk (Lyck) der Katholischen Kirche in Polen. Hier lebende evangelische Kirchenglieder gehören zur Kirchengemeinde in Gołdap, die jetzt eine Filialgemeinde der Pfarrei Suwałki in der Diözese Masuren der Evangelisch-Augsburgischen Kirche in Polen ist.

## Schule
Collnischken erhielt im Jahre 1801 ein Schulgebäude. Von den Lehrern wurde eine Ortschronik erstellt, die über den Krieg hinaus gerettet werden konnte.

## Persönlichkeiten
- Herbert Ehrenberg (1926–2018), deutscher Politiker (SPD), Bundesminister für Arbeit und Sozialordnung; geboren in Collnischken

## Verkehr
Kolniszki liegt an einer Nebenstraße, die bei Jurkiszki (Jörkischken, 1938 bis 1945 Jarkental) von der Woiwodschaftsstraße 651 abzweigt und über Botkuny (Buttkuhnen, 1938 bis 1945 Bodenhausen) nach Górne (Gurnen) führt. Bis zur Kreisstadt Gołdap sind es sechs Kilometer.
Bis 1993 war die nächstgelegene Bahnstation Górne für den Personenverkehr geöffnet, bis dann die Bahnstrecke Ełk–Tschernjachowsk (Lyck–Insterburg) geschlossen wurde und nur noch sporadisch für Güterverkehr genutzt wird.